# Gartz (Oder)

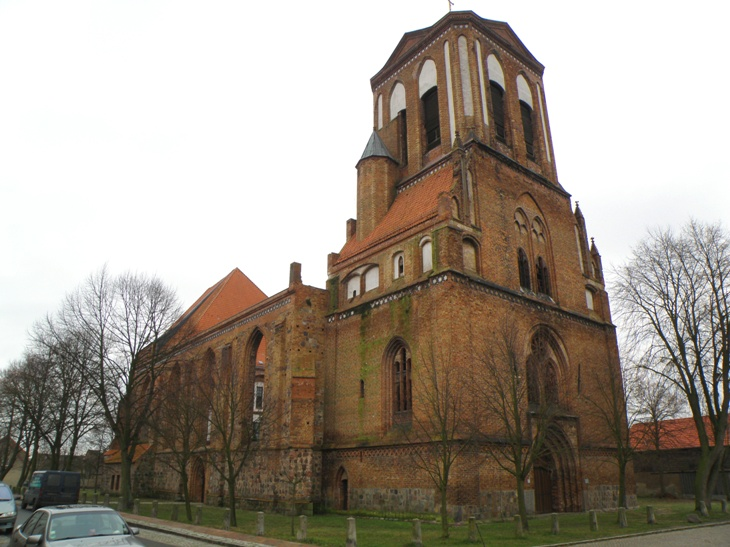
De lutherse kerk van Gartz

Gartz is een stad in de Duitse deelstaat Brandenburg, die deel uitmaakt van de Landkreis Uckermark. Het stadje telt 2.524 inwoners en is gelegen op de linkeroever van de Westoder, de arm van de Oder die de grens met Polen vormt. Met vier andere gemeenten maakt Gartz deel uit van het Amt Gartz (Oder). Gartz is daarbij het bestuurscentrum.
Gartz behoort historisch tot Pommeren. Het werd in 1124 voor het eerst genoemd en kreeg in 1249 stadsrechten van de Pommerse hertog Barnim I. In 1325 trad de stad toe tot de Hanze. Het stadje is tijdens oorlogen herhaaldelijk verwoest: in 1630, in 1659, in 1713 en voor het laatst in 1945. 